# São Domingos FC
São Domingos FC was een Braziliaanse voetbalclub uit São Domingos in de staat Sergipe.

## Geschiedenis
De club werd opgericht in 2004 en speelde van 2008 tot 2011 in de hoogste klasse van het Campeonato Sergipano. In 2010 en 2011 nam de club deel aan de Copa do Brasil en werd twee keer in de eerste ronde uitgeschakeld door respectievelijk Sampaio Corrêa en Bahia. Ondanks een tweede plaats in de competitie in 2011 moest de club hierna forfait geven voor het volgende seizoen wegens gebrek aan financiële middelen.